# ابن رشيق القيرواني
أبو علي الحسن بن رشيق المعروف بالقيرواني (390 - 456 هـ) عالم لغة و نحو وأدب وشاعر وجامع مختارات شعرية، ومن علماء اللغة العربية في الدولة الزيرية، حيث ألف كتاب العمدة الذي يعتبر من مصادر قواعد تأليف نقد الشعر.  

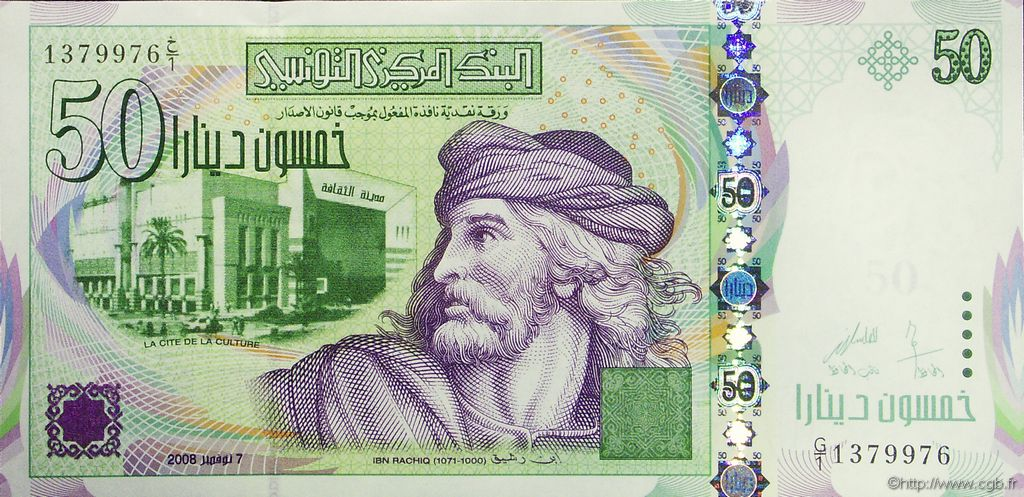
صورة ابن رشيق على ورقة نقدية تونسية من فئة 50 ديناراً

ولد بمدينة المسيلة بدولة الجزائر ونشأ بها وتعلم هناك، ثم ارتحل إلى القيروان سنة 406 هـ.ولد حسب بعض الأقوال سنة 390 هـ وأبوه مملوك رومي من موالي الأزد. وكان أبوه يعمل في المحمدية صائغا، فعلم الابن  صنعته، وهناك تعلم ابن رشيق الأدب، وفيها قال الشعر، وأراد التزود منه وملاقاة أهله، فرحل إلى القيروان واشتهر بها ومدح صاحبها واتصل بخدمته، ولم يزل بها إلى أن فتح العرب جزيرة صقلية، فانتقل إليها، وأقام بمازرة إلى أن توفي سنة 456 هـ.

## حياته
أبو علي الحسن بن رشيق القيرواني، أديب وناقد وشاعر. عاش في القرنين الرابع والخامس الهجريين، ولد بمدينة المسيلة المعروفة بالمحمدية، (وتقع حاليا بشرق الجزائر بجهة قسنطينة وهي حاليا عاصمة ولاية المسيلة)، وكان والده رشيق مملوكاً روميا لرجل من الأزد، يعمل في صياغة الذهب، وقد علَّم ابنه صنعته ولكن الابن كان يميل إلى الأدب مفضِّلاً أياه على صياغة الذهب. فقد بدأ في نظم الشعر قبل أن يبلغ الحلم، ثم غادر مدينته إلى القيروان عام 406هـ، وكانت القيروان في ذلك الوقت عاصمة لدولة بني زيري الصنهاجيين، وتعج بالعلماء والأدباء، فدرس ابن رشيق النحو والشعر واللغة والعروض والأدب والنقد والبلاغة على عدد من نوابغ عصره، من أمثال أبي عبد الله محمد بن جعفر القزاز وأبي محمد عبد العزيز بن أبي سهل الخشني الضرير وأبي إسحاق الحصري القيرواني.
مدح ابن رشيق حاكم القيروان المعز بن باديس بقصائد حازت إعجابه وكانت سببا في تقريبه له، ثم اتصل برئيس ديوان الإنشاء بالقيروان، أبي الحسن علي بن أبي الرجال الكاتب ومدحه. ألف له كتاب العمدة في محاسن الشعر ونقده وآدابه. وقد ولاه علي بن أبي الرجال شؤون الكتابة المتصـلة بالجيش. وبقي ابن رشيـق في القـيروان إلى أن زحفت عليها بعض القبائل العربية القادمة من المشرق فغادرها إلى مدينة المهدية، حيث أقام فترة في كنف أميرها تميم بن المعز، ولكنه مالبث أن ترك المهدية إلى جزيرة صقلية، حيث أقام بمدينة مازر إلى أن وافته منيته.

## آثاره
ألف ابن رشيق كتباً كثيرة ضاع بعضها ووصل إلينا بعضها الآخر. وأشهر مؤلفاته:
- كتاب العمدة : في محاسن الشعر ونقده وآدابه الذي سبق ذكره. وهو يقع في جزءين. ويحتوي على خلاصة آراء النقاد الذين سبقوه في النقد الأدبي، كما يحتوي على موضوعات أدبية مهمة. وقد طبع هذا الكتاب عدة طبعات.

ومن كتبه المشهورة أيضًا:
- كتاب قراضة الذهب في نقد أشعار العرب: وقد طبع أكثر من مرة
- وله ديوان شعر جمعه الدكتور عبد الرحمن ياغي.
  - ومن بين كتبه التي لم تصل إلينا:
- أنموذج الزمان في شعراء القيروان
- الشذوذ في اللغة
- ساجور الكلب
- قطع الأنفاس
- سر السرور

## وصلات خارجية
- ابن رشيق القيرواني على موقع بوابة الشعراء
- ابن رشيق القيرواني على موقع موسوعة الديوان الشعرية
- ابن رشيق القيرواني على موقع المكتبة المفتوحة (الإنجليزية)